# Chambre de commerce franco-norvégienne
La Chambre de Commerce Franco-Norvégienne (CCFN) est une association privée bilatérale, fondée en 1919, avec deux bureaux à Paris et à Oslo, dont la mission est de promouvoir les relations économiques et de développer les échanges commerciaux et industriels entre la France et la Norvège.

## Activités
- Animer le réseau des membres
- Assister et conseiller les entreprises françaises et norvégiennes souhaitant développer un courant d’affaires entre les deux pays.

La CCFN compte actuellement près de 300 membres en France et en Norvège. 

### Pour animer ce réseau d’entreprises, la CCFN
La CCFN compte actuellement 250 membres en France et en Norvège. Pour animer ce réseau d’entreprises, la CCFN:
- Centralise et diffuse des offres d’affaires
- Favorise la mise en contact des membres entre eux
- Met à disposition de ses adhérents les informations et la presse qu’elle reçoit
- Organise régulièrement des conférences ou des déjeuners-débats sur des thèmes d’actualité
- Publie le magazine trimestriel "Kontakt" diffusé auprès des membres de la CCFN, mais aussi des médias, et d’une centaine de décideurs français et norvégiens
- Publie un Annuaire des membres, actualisé chaque année
- Organise des rencontres sociales : dégustations de vins, dîners de gala...

### Assister et conseiller les entreprises françaises et norvégiennes
Grâce à ses 100 ans passé d’existence, la CCFN possède une connaissance approfondie du marché français et norvégien et a développé des contacts privilégiés avec les principaux acteurs économiques, qui font d’elle un pôle incontournable auprès des petites et moyennes entreprises intéressées par la Norvège et la France.
La CCFN assure la mise en relation avec les intermédiaires et/ou collaborateurs les plus adaptés à vos besoins. La CCFN propose des services tels que :
- Diagnostic de marché et missions de prospection
- Domiciliation d'entreprise et hébergement de V.I.E./employés
- Aide à l’implantation et à la création d’entreprise
- Représentation TVA

## Historique
Les relations économiques franco-norvégiennes existent aujourd’hui depuis plus de 100 ans. Elles commencent en 1905 au moment de la dissolution de l’Union entre la Norvège et la Suède. À cette date, la France signe un traité d’amitié avec la Norvège ce qui a amélioré les relations économiques entre les deux pays. La Chambre de Commerce Franco-Norvégienne (CCFN) fut fondée le 20 août 1919 par des commerçants et industriels français et norvégiens. Ce fut la nécessité d’information sur la vie économique et les opportunités d’affaires sur les deux pays qui amena la fondation de la Chambre.
Ce n'est qu'à la suite de longues négociations avec le Ministère Français du Commerce, que la CCFN renforça sa position en France. Au cours des 6 premiers mois, l’organisation comptait 215 membres, dont 165 en Norvège et 50 en France. L’objectif de la CCFN visait à renforcer la coopération entre la France et la Norvège et à favoriser les importations et les exportations entre les deux pays Le projet de création d’un bureau permanent à Paris se posa alors rapidement comme une évidence pour la CCFN, qui acquit ainsi en 1950 son statut d'association bilatérale. Très vite, la CCFN se lança dans la promotion de nouveaux produits. Le secteur du pétrole et du gaz grossissaient pour ainsi dire d'année en année, et le commerce entre la Norvège et la France devint rapidement florissant. En 1968, le prix Emile Chalas, destiné à honorer une Chambre de Commerce particulièrement active, fut décerné à la CCFN par le Comité National des Conseillers du Commerce Extérieur de la France. 
Ces dernières années ont été marquées par une intensification des relations bilatérales entre les deux pays. Celle-ci s'observe au travers de la signature en 1981 d’un accord portant sur le matériel de défense, par la création en 1983 de la Fondation Franco-Norvégienne, ainsi qu'au travers de la signature d’un accord sur la recherche scientifique, technique et sur le développement industriel. La France et la Norvège ont par ailleurs signé un accord de principe, dans le cadre des accords de Troll, portant sur une coopération économique, industrielle, technique, scientifique et culturelle. De nombreux projets de coopération ont de plus eu lieu entre entreprises opérant dans les secteurs du pétrole, du gaz, des technologies off-shore, de l’aquaculture et du matériel technologique. Aujourd’hui, la CCFN est au cœur de la communauté d’affaires franco-norvégienne et continue de promouvoir les relations économiques et commerciales entre les deux pays.